# Ірпінський вісник
«Ірпі́нський ві́сник» — комунальне періодичне видання-газета, інформаційний тижневик (виходить щоп'ятниці) у місті Ірпені Київської області. 
Газета є офіційним виданням Ірпінської міської ради, що визначає суспільно-політичний зміст, оприлюднення рішень місцевої влади, визначає зміст сучасної драматургії законотворчості і потреб людей, суспільних форм існування громади.

## З історії газети
Уперше міська газета Ірпені під назвою «Прапор перемоги» вийшла 4 листопада 1988 року, що і вважається датою заснування сучасного тижневика «Ірпінський вісник»
Нині (2000-ні) засновником газети є Ірпінська міська рада. Видання друкується у друкарні ТОВ «Поліграфічна компанія «Інтерекспресдрук». 
Наприкінці 2000-х років «Ірпінський вісник» виявився втягнутим відразу в декілька скандалів, що набули розголосу не лише в Приірпінні. Так, улітку 2007 року редакція муніципальної газети майже у повному складі подала заяви про звільнення у зв'язку з тиском на колектив з боку міської ради, і надалі виявляла цілковиту лояльність до міськради, а у 2008—09 роках до редакції газети позивалась ІРГО «Самозахист» з приводу спростування публікації в цій газеті від 24 квітня 2008 року статті «Хто справжній громадянин?», яка на думку позивача порушувала його честь і гідність і ділову репутацію.
Станом на жовтень 2010 наклад «Ірпінського вісника» становить 1 700 примірників, головним редактором видання є Василь Закревський. Із січня 2015 головним редактором є Бережко-Камінська Юлія Миколаївна. Після прийняття закону про «роздержавлення» комунальних ЗМІ «Ірпінський вісник» отримав 1 млн грн дотацій від міської ради у 2017 році.
З 2019 року головний редактор «Ірпінського вісника» — Зоряна Міронішена.

## Виноски
1. ↑  «Ірпінський вісник» на www.gazety.biz. Архів оригіналу за 7 вересня 2008. Процитовано 16 листопада 2010.
2. ↑  «Ірпінський вісник»: то що ж насправді сталося?, інф. за 15-07-2007 на сайті «ТелеКритика»
3. ↑  «ІРПІНСЬКИЙ ВІСНИК» СУДИТИМУТЬ 30 ЧЕРВНЯ (ДРУГЕ ОНОВЛЕННЯ), матеріал за 19-05-2009 на www.zora.at.ua («Зоря Приірпіння»). Архів оригіналу за 21 листопада 2010. Процитовано 16 листопада 2010.
4. ↑  “Ірпінський вісник” редагує людина Карплюка. Архів оригіналу за 24 грудня 2019. Процитовано 29 грудня 2019.
5. ↑  Газета "Ірпінський вісник". Архів оригіналу за 29 грудня 2019. Процитовано 29 грудня 2019.
6. ↑  Відставний мер Ірпеня Карплюк та його оточення здійснюють тиск на «Ірпінський вісник»?[недоступне посилання]
7. ↑  Головна редакторка "Ірпінського вісника" заявила про тиск на газету з боку колишнього мера міста Карплюка. Архів оригіналу за 29 грудня 2019. Процитовано 29 грудня 2019.